# Luna 18
Luna 18 (rusky Луна 18) byla další automatická meziplanetární sonda ze Sovětského svazu z programu Luna, která v roce 1971 měla za úkol získat vzorky z hornaté části Měsíce. Mise se nevydařila. V katalogu COSPAR byla později označena jako 1971-073A.

## Popis sondy
Použitý typ E-8-5 byl vyroben v konstrukčním středisku OKB Lavočkina v Chimkách. Byl shodný se sondou Luna 15, čili měl mj. vrtačku určenou k odběru vzorků. Hmotnost sondy byla při startu 5600 kg (bez pohonných hmot 4500 kg), výrobní číslo měla 407.

## Průběh mise
Start nosné rakety Proton K/D se sondou byl krátce po poledni 2. září 1971 z kosmodromu Bajkonur. Nejprve byla vynesena na nízkou oběžnou dráhu Země (též uváděna jako parkovací) a z ní za hodinu pomocí nosné rakety pokračovala v letu směrem k Měsíci. Během přeletu byly provedeny dvě korekce dráhy a 7. září 1971 se sonda dostala na oběžnou dráhu Měsíce ve výši 100 km nad jejím povrchem. Po dalších čtyřech dnech, během nichž 54x obkroužila Měsíc, začala s přistávacím manévrem mezi Mare Crisium a Mare Fecunditatis. Měkké přistání 11. září 1971 se v členitém terénu nezdařilo a sonda se odmlčela.